# José Luis Bustamante y Rivero
José Luis Bustamante y Rivero (Arequipa, 15 de gener de 1894 - Lima, 11 de gener de 1989) va ser un advocat, diplomàtic, escriptor i polític peruà. Va ser el president del Perú de 28 de juliol de 1945 a 29 d'octubre de 1948. Va ser també president del Tribunal Internacional de Justícia, en la Haia.
Home de formació jurídica reconeguda, va arribar en poder representant una aliança de partits, el Front Democràtic Nacional (FDN), de la qual formava part el partit APRA, i va governar el país amb una inclinació a les lleis inusual en la història peruana. El seu govern va ser d'àmplies llibertats públiques, però va sofrir l'oposició de la APRA i de la dreta reaccionària. Fet notable de la seva gestió va ser estendre la sobirania peruana fins a dues-centes milles marítimes el 1947. En 29 d'octubre de 1948 va ser esfondrat per un cop d'estat encapçalat pel general Manuel A. Odría i exiliat del país.